# Clarence Alvord
Clarence Walworth Alvord (Greenfield, Massachusetts, 21 de maig de 1868 - 27 de gener de 1928) fou un professor d'història americà, i guanyador del Permi Loubat 1918 per la seva The Mississippi Valley in British Politics (2 volums, 1917) Alvord va passar la majoria de la seva carrera a la Universitat d'Illinois, on entre 1897 i 1920 va treballar l'ascens en les posicions acadèmiques de mestre d'escola de preparació a professor ple d'història. Després va treballar a la Universitat de Minnesota (1920-1923). El 1905 va descobrir el vestigis dels antic establiments francesos a Cahokia i Kaskassia (Illinois) i va dirigir l'edició d’Illinois Historical Collections (14 volums) i Centennial History of Illinois (5 volums dels quals el primer el va escriure ell mateix el 1920). Va col·laborar en la fundació de l'Associació Històrica de la Vall del Mississipi (1907) i va dirigir la revista trimestral The Mississippi Valley Historical Review (1914-1923). El 1926 fou el primera persona no britànica a donar una conferència a la Universitat de London Creighton.